# Гембицкий, Пётр Варфоломеевич
Пётр Варфоломеевич Гембицкий (1864—1921) — генерал-лейтенант, герой Первой мировой войны.

## Биография
Родился 27 мая 1864 года.
Начальное образование получил в Елисаветградской военной прогимназии и 28 августа 1880 года поступил в Киевское пехотное юнкерское училище, из которого 22 апреля 1884 года выпущен прапорщиком в 11-й стрелковый батальон и 30 августа того же года произведён в подпоручики; далее последовательно получил чины поручика (30 августа 1888 года) и штабс-капитана (15 марта 1896 года). Затем был переведён в 12-й Восточно-Сибирский стрелковый полк.
23 января 1900 года Гембицкий был произведён в капитаны (за отличия по службе) и, командуя 3-й ротой 12-го Восточно-Сибирского полка, состоял в Тяньцзиньском гарнизоне и принимал участие в обороне города против боксёров. Командуя сводным отрядом из русских стрелков и французских артиллеристов и моряков (всего около 100 человек), он в течение недели удерживал форпост на станции Цзюньлянчэн. За отличие награждён орденами св. Станислава 2-й степени с мечами (в 1900 году), св. Анны 3-й степени с мечами и св. Владимира 4-й степени с мечами и бантом (оба в 1901 году).
По окончании войны в Китае, 2 июля 1903 года Гембицкий был переведён в 202-й резервный Старобельский батальон. 18 июля 1904 года переведён в 270-й пехотный Купянский полк. 26 февраля 1905 года произведён в подполковники. 14 июля 1906 года переведён в 202-й пехотный резервный Старобельский полк. 28 марта 1909 года переведён в 19-й пехотный Костромской полк. 17 марта 1911 года произведён в полковники с переводом в 18-й пехотный Вологодский полк на должность командира батальона.
С началом Первой мировой войны Гембицкий был назначен командиром 230-го пехотного Новоград-Волынского полка и в начале 1915 года был ранен. Высочайшим приказом от 22 мая 1915 года Гембицкий за отличие против немцев был награждён орденом св. Георгия 4-й степени.
По излечении с 25 августа 1915 года отчислен от должности и состоял в резерве чинов при штабе Киевского военного округа. 12 июля 1916 года был произведён в генерал-майоры. С 19 июля 1916 года был помощником начальника 31-й пехотной запасной бригады. С 3 января 1917 года Гембицкий занимал должность начальника 14-й пехотной запасной бригады, а с 12 мая состоял в резерве чинов штаба Казанского военного округа. 27 октября 1917 года был произведён в генерал-лейтенанты с увольнением от службы по болезни с мундиром и пенсией.
После образования Добровольческой армии Гембицкий примкнул к белому движению и служил в Вооружённых силах Юга России, состоял в резерве чинов Киевской области.
После разгрома белых частей на Украине Гембицкий эмигрировал в Грецию, жил в Салониках, где и скончался 11 сентября 1921 года.

## Награды
- Орден Святого Станислава 3-й степени (02.02.1894)
- Орден Святого Станислава 2-й степени с мечами (28.07.1900)
- Орден Святой Анны 3-й степени с мечами и бантом (15.03.1901)
- Орден Святого Владимира 4-й степени с мечами и бантом (18.08.1901)
- Орден Святой Анны 2-й степени (02.03.1908)
- Орден Святого Владимира 3-й степени с мечами (06.02.1915)
- Орден Святого Георгия 4-й степени (06.02.1915)